# Associazione Calcio Legnano 2022-2023
Questa voce raccoglie le informazioni riguardanti l'Associazione Calcio Legnano S.S.D. nelle competizioni ufficiali della stagione 2022-2023.

## Stagione
In campionato, il Legnano disputa nuovamente la stagione in Serie D, i virtù del secondo posto nella stagione precedente, questa volta inserito nel girone A. Nella Coppa Italia Serie D 2022-2023 i Lilla sono eliminati al primo turno dal Città di Varese, che passa il turno a scapito del Legnano vincendo 6 a 5 ai tiri di rigore, dopo che i tempi supplementari sono terminati 0 a 0. In campionato, il Legnano giunge sesto a sei punti dalla quinta posizione in classifica, ultimo posto valevole per l'accesso ai play-off. 
Degno di nota, nel mese di novembre 2022, è il passaggio di proprietà della società, che porta all'avvicendamento alla presidenza, con Giovanni Munafò che lascia la carica a Emiliano Montanari. A causa dei risultati altalenanti dell'inizio del campionato, alla 15ª giornata, l'allenatore Antonio Palo è esonerato, venendo sostituito da Francesco Punzi.

## Divise e sponsor
Lo sponsor tecnico del Legnano per la stagione 2022-2023 fino a febbraio 2023 è la Erreà, mentre lo sponsor ufficiale è la EffeGiCi. In seguito al cambio di proprietà, essi sono sostituiti, rispettivamente, da Mizuno e Nuova Elettra SpA. La divisa casalinga è lilla con pantaloncini e calzettoni bianchi, mentre la seconda divisa è composta da una maglia nera e da pantaloncini e da calzettoni neri. La prima divisa del portiere è gialla, mentre la seconda divisa è verde con inserti verde scuro e neri.
| Casa | Trasferta | Portiere |  |

## Organigramma societario
Aggiornato al 7 maggio 2023
Area direttiva
- Presidente: Giovanni Munafò, poi Emiliano Montanari
- Direttore generale: Francesco Focone
- Consiglieri: Carmine Napolitano e Fabio Cocco

Area organizzativa
- Segretario generale: Lino Bonsignori
- Team manager: Pier Giorgio Braghé
- Responsabile area tecnica: Romualdo Capocci
- Addetto stampa: Mattia Boria
- Responsabile settore giovanile: Alfonso Costantino
- Responsabile area stadio: Marco Tajé
- Webmaster e social: Mattia Boria
- Addetto agli arbitri: Daniele Monolo
- Speaker ufficiale: Giovanni Colombo

Area tecnica
- Direttore sportivo: Eros Pogliani
- Allenatore: Antonio Palo, poi Francesco Punzi
- Preparatore portieri: Marco Galasso
- Preparatore atletico: Andrea Olgiati

Area sanitaria
- Medico sociale: Claudio Zuccarini
- Fisioterapista: Matteo Cerutti

## Rosa
Aggiornata al 7 maggio 2023
| N. |                     | Ruolo | Calciatore                |
| -- | ------------------- | ----- | ------------------------- |
|    | Lituania (bandiera) | P     | Rokas Bagdonavicius       |
|    | Italia (bandiera)   | P     | Matteo Cirenei            |
|    | Italia (bandiera)   | P     | Dennis Larosa             |
|    | Italia (bandiera)   | P     | Riccardo Pallavicini      |
|    | Italia (bandiera)   | P     | Gianluca Ravarelli        |
|    | Italia (bandiera)   | D     | Luca Aprile               |
|    | Italia (bandiera)   | D     | Antonio Arpino (capitano) |
|    | Italia (bandiera)   | D     | Alessandro Barbui         |
|    | Italia (bandiera)   | D     | Maurizio Cosentino        |
|    | Italia (bandiera)   | D     | Pietro Favilla            |
|    | Italia (bandiera)   | D     | Denis Hasanaj             |
|    | Italia (bandiera)   | D     | Tommaso Losio             |
|    | Italia (bandiera)   | D     | Francesco Mapelli         |
|    | Italia (bandiera)   | D     | Vittorio Pagani           |
|    | Italia (bandiera)   | D     | Maurizio Silvestre        |
|    | Italia (bandiera)   | D     | Devis Talarico            |
|    | Francia (bandiera)  | D     | Tanguy Wenner             |
|    | Italia (bandiera)   | D     | Bryan Zeroli              |
|    | Italia (bandiera)   | C     | Mattia Baroni             |
|    | Italia (bandiera)   | C     | Gabriel Bianchi           |
|    | Italia (bandiera)   | C     | Jacopo Colombo            |
|    | Italia (bandiera)   | C     | Alessio Donnarumma        |

| N. |                           | Ruolo | Calciatore             |
| -- | ------------------------- | ----- | ---------------------- |
|    | Italia (bandiera)         | C     | Leonardo Felici        |
|    | Italia (bandiera)         | C     | Matteo Galli           |
|    | Italia (bandiera)         | C     | Cesare Giani           |
|    | Grecia (bandiera)         | C     | Kostantinos Myrtollari |
|    | Italia (bandiera)         | C     | Manuel Oliviero        |
|    | Italia (bandiera)         | C     | Gianmarco Staffa       |
|    | Italia (bandiera)         | C     | Alessandro Vernocchi   |
|    | Italia (bandiera)         | A     | Matteo Azzimonti       |
|    | Italia (bandiera)         | A     | Adam Bamba             |
|    | Italia (bandiera)         | A     | Stefano Banfi          |
|    | Italia (bandiera)         | A     | Andrea Basso Serati    |
|    | Italia (bandiera)         | A     | Andrea Benedetti       |
|    | Albania (bandiera)        | A     | Edgar Çani             |
|    | Italia (bandiera)         | A     | Bruno Catania          |
|    | Italia (bandiera)         | A     | Riccardo Coratella     |
|    | Italia (bandiera)         | A     | Riccardo Forte         |
|    | Italia (bandiera)         | A     | Francesco Grisorio     |
|    | Costa d'Avorio (bandiera) | A     | Cristopher Kone        |
|    | Costa d'Avorio (bandiera) | A     | Mamadou Kone           |
|    | Italia (bandiera)         | A     | Daniele Rocco          |
|    | Italia (bandiera)         | A     | Giacomo Romano         |

Nota: in corsivo i calciatori che hanno lasciato la società a stagione in corso.

## Calciomercato
Aggiornato al 7 maggio 2023

### Sessione estiva
| Acquisti | Acquisti                | Acquisti         | Acquisti   |
| R.       | Nome                    | da               | Modalità   |
| -------- | ----------------------- | ---------------- | ---------- |
| P        | Riccardo Pallavicini    | Como             |            |
| P        | Gianluca Ravarelli      | Monza            | -          |
| D        | Antonio Arpino          | Caronnese        | -          |
| D        | Maurizio Cosentino      | Caronnese        | -          |
| D        | Tommaso Losio           | Torino           | -          |
| D        | Vittorio Pagani         | Torino           | -          |
| D        | Maurizio Silvestre      | Caronnese        | -          |
| D        | Bryan Zeroli            | Caronnese        | -          |
| C        | Alessio Donnaurumma     | Nocerina         | -          |
| C        | Konstantinos Myrtollari | Cannara          | -          |
| C        | Manuel Oliviero         | Novara           | -          |
| C        | Alessandro Vernocchi    | Caronnese        | -          |
| A        | Stefano Banfi           | Pro Patria       | -          |
| A        | Andrea Benedetti        | Como             | -          |
| A        | Riccardo Forte          | -                | svincolato |
| A        | Francesco Grisorio      | Pro Patria       | -          |
| A        | Christopher Kone        | Cavese           | -          |
| A        | Mamadou Kone            | Folgore Caratese | -          |
| A        | Daniele Rocco           | Caronnese        | -          |
| A        | Giacomo Romano          | Pineto           | -          |

| Cessioni | Cessioni             | Cessioni         | Cessioni   |
| R.       | Nome                 | a                | Modalità   |
| -------- | -------------------- | ---------------- | ---------- |
| P        | Daniele Proverbio    | -                | svincolato |
| P        | Giovanni Russo       | -                | svincolato |
| P        | Luca Tamma           | RG Ticino        | -          |
| P        | Riccardo Tolomeo     | -                | svincolato |
| D        | Andrea Becchi        | Castanese        | -          |
| D        | Filippo Bertonelli   | Ghiviborgo       | -          |
| D        | Samuele Bettoni      | Fanfulla         | -          |
| D        | Francesco Bini       | Franciacorta     | -          |
| D        | Lorenzo Caradonna    | Fanfulla         | -          |
| D        | Matteo Moracchioli   | Sant'Angelo      | -          |
| D        | Andrea Robbiati      | Arconatese       | -          |
| D        | Francesco Testa      | -                | svincolato |
| C        | Roberto Beretta      | Carpi            | -          |
| C        | Federico Bertoli     | Ponte San Pietro | -          |
| C        | Edoardo Confalonieri | Fanfulla         | -          |
| C        | Marco Di Lernia      | Chieri           | -          |
| C        | Riccardo Febbrasio   | Pro Vercelli     | -          |
| C        | Luigi Ronzoni        | Lecco            | -          |
| A        | Alberto Barazzetta   | Folgore Caratese | -          |
| A        | Marco José Bingo     | Audace Cerignola | -          |
| A        | Marco Gasparri       | Varesina         | -          |
| A        | Edoardo Grosso       | -                | svincolato |
| A        | Alessio Quaggio      | Casatese         | -          |
| A        | Riccardo Ravasi      | Franciacorta     | -          |

### Sessione invernale
| Acquisti | Acquisti            | Acquisti          | Acquisti   |
| R.       | Nome                | da                | Modalità   |
| -------- | ------------------- | ----------------- | ---------- |
| P        | Rokas Bagdonavicius | -                 | svincolato |
| P        | Matteo Cirenei      | -                 | svincolato |
| P        | Dennis Larosa       | Alcione           | -          |
| D        | Luca Aprile         | RG Ticino         | -          |
| D        | Pietro Favilla      | Vis Nova Giussano | -          |
| D        | Francesco Mapelli   | Varese            | -          |
| D        | Devis Talarico      | -                 | svincolato |
| C        | Gabriel Bianchi     | Lucchese          | -          |
| C        | Filippo Calabrò     | Seregno           | -          |
| C        | Jacopo Colombo      | -                 | svincolato |
| C        | Leonardo Felici     | Ragusa            | -          |
| C        | Matteo Galli        | Ardor Lazzate     | -          |
| C        | Cesare Giani        | Lucchese          | -          |
| C        | Gianmarco Staffa    | Seregno           | -          |
| A        | Matteo Azzimonti    | -                 | svincolato |
| A        | Adam Bamba          | -                 | svincolato |
| A        | Edgar Çani          | Aprilia           | -          |
| A        | Bruno Catania       | Riccione          | -          |
| A        | Riccardo Coratella  | Magenta           | -          |

| Cessioni | Cessioni                | Cessioni       | Cessioni |
| R.       | Nome                    | a              | Modalità |
| -------- | ----------------------- | -------------- | -------- |
| P        | Riccardo Pallavicini    | Gozzano        | -        |
| D        | Maurizio Cosentino      | Sant'Angelo    | -        |
| C        | Alessandro Barbui       | RG Ticino      | -        |
| C        | Gabriel Bianchi         | Bra            | -        |
| C        | Cesare Giani            | Solbiatese     | -        |
| C        | Konstantinos Myrtollari | Caronnese      | -        |
| C        | Manuel Oliviero         | Vergiatese     | -        |
| A        | Andrea Benedetti        | Sant'Angelo    | -        |
| A        | Riccardo Forte          | Sestri Levante | -        |
| A        | Francesco Grisorio      | Sestese        | -        |
| A        | Giacomo Romano          | Notaresco      | -        |

## Risultati

### Serie D (girone A)

#### Girone di andata
| Arbitro: | Toro (Catania) |

|                                    |           |                      |
| Marchetti 31’ Menabò 56’ Tuzza 85’ | Marcatori | 18’ Banfi 60’ Romano |

| Arbitro: | Terribile (Bassano del Grappa) |

|  |           |          |
|  | Marcatori | 24’ Pane |

| Arbitro: | Liotta (Castellammare di Stabia) |

|           |           |                                 |
| Rocco 74’ | Marcatori | 27’ Mikhaylovskiy 45’ Pellicanò |

| Arbitro: | Spina (Barletta) |

|               |           |                                        |
| Iannacone 72’ | Marcatori | 12’, 23’ Zeroli 18’ M. Kone 88’ Arpino |

| Arbitro: | Arnaut (Padova) |

|                                  |           |  |
| Arpino 6’, 50’ Romano 25’ (rig.) | Marcatori |  |

| Arbitro: | Castellano (Nichelino) |

|                                |           |  |
| Battistello 31’ Braidich 90+3’ | Marcatori |  |

| Arbitro: | Saugo (Bassano del Grappa) |

|                         |           |                                   |
| Banfi 26’ Vernocchi 73’ | Marcatori | 78’ Barrenechea 90+4’ Grancitelli |

| Arbitro: | Gallorini (Arezzo) |

|                     |           |                   |
| Kerroumi 67’ (rig.) | Marcatori | 40’ (rig.) Romano |

| Arbitro: | Caggiari (Cagliari) |

|                            |           |        |
| Banfi 27’ (rig.) Rocco 32’ | Marcatori | 5’ Ibe |

| Arbitro: | Martino (Firenze) |

|                                |           |  |
| Saccà 10’ Ciko 14’ Turchet 83’ | Marcatori |  |

| Arbitro: | Molinaro (Lamezia Terme) |

|                           |           |  |
| Romano 32’ Forte 51’, 52’ | Marcatori |  |

| Arbitro: | Daddato (Barletta) |

|             |           |                                            |
| Valenti 10’ | Marcatori | 43’ (rig.) Romano 60’ Forte 74’ Donnarumma |

| Arbitro: | Di Nosse (Nocera Inferiore) |

|            |           |           |
| Romano 20’ | Marcatori | 46’ Perez |

| Arbitro: | Gasperotti (Rovereto) |

|                                 |           |             |
| Di Lernia 18’ Ponsat 53’ (rig.) | Marcatori | 64’ M. Kone |

| Legnano 27 novembre 2022, ore 15.00 CET 15ª giornata | Legnano             | 0 – 0 referto | Ligorna | Stadio Giovanni Mari\| Arbitro: \| Zangara (Catanzaro) \| |
| Arbitro:                                             | Zangara (Catanzaro) |               |         |                                                           |

| Arbitro: | Verrocchi (Sulmona) |

|  |           |                        |
|  | Marcatori | 43’ Arpino 52’ M. Kone |

| Arbitro: | Batini (Foligno) |

|             |           |  |
| C. Kone 23’ | Marcatori |  |

| Arbitro: | Coppola (Castellammare di Stabia) |

|               |           |          |
| Cantatore 51’ | Marcatori | 5’ Banfi |

| Arbitro: | Bianchi (Prato) |

|  |           |                     |
|  | Marcatori | 6’ Rao 67’ Dalmasso |

#### Girone di ritorno
| Arbitro: | Grieco (Ascoli Piceno) |

|               |           |  |
| Vernocchi 21’ | Marcatori |  |

| Sestri Levante 15 gennaio 2023, ore 14.30 CET 21ª giornata | Sestri Levante                  | 0 – 0 referto | Legnano | Stadio Giuseppe Sivori\| Arbitro: \| Gallo (Castellammare di Stabia) \| |
| Arbitro:                                                   | Gallo (Castellammare di Stabia) |               |         |                                                                         |

| Arbitro: | Tropiano (Bari) |

|                |           |  |
| Aperi 55’, 62’ | Marcatori |  |

| Arbitro: | Leotta (Acireale) |

|  |           |             |
|  | Marcatori | 64’ Donadio |

| Arbitro: | Papagno (Roma) |

|                  |           |           |
| Galasso 49’, 59’ | Marcatori | 63’ Banfi |

| Arbitro: | Galiffi (Alghero) |

|                        |           |  |
| Banfi 18’ Pagani 90+4’ | Marcatori |  |

| Vinovo 8 febbraio 2023, ore 14.30 CET 26ª giornata | Chisola               | 0 – 0 referto | Legnano | Stadio Dino Marola\| Arbitro: \| Palmieri (Conegliano) \| |
| Arbitro:                                           | Palmieri (Conegliano) |               |         |                                                           |

| Arbitro: | Arcidiacono (Acireale) |

|                                    |           |  |
| Arpino 47’ (rig.) Legal 73’ (aut.) | Marcatori |  |

| Arbitro: | Isoardi (Cuneo) |

|  |           |                                 |
|  | Marcatori | 6’ Arpino 15’ Staffa 82’ Pagani |

| Arbitro: | Marra (Agropoli) |

|                      |           |  |
| Arpino 38’ Rocco 46’ | Marcatori |  |

| Arbitro: | Li Vigni (Palermo) |

|             |           |          |
| Alfiero 71’ | Marcatori | 41’ Çani |

| Arbitro: | Ziliani (Trieste) |

|  |           |             |
|  | Marcatori | 15’ Valenti |

| Arbitro: | Paccagnella (Bologna) |

|  |           |             |
|  | Marcatori | 65’ M. Kone |

| Arbitro: | Gambacurta (Enna) |

|                          |           |            |
| Vernocchi 44’ Staffa 82’ | Marcatori | 86’ Ponsat |

| Arbitro: | Amadei (Terni) |

|                                |           |                                   |
| Gerbino 45+1’ Delle Piante 85’ | Marcatori | 73’ M. Kone 80’ (aut.) Dellepiane |

| Arbitro: | Toselli (Gradisca d'Isonzo) |

|                                     |           |                     |
| Staffa 9’ M. Kone 27’ Vernocchi 39’ | Marcatori | 46’ (aut.) Talarico |

| Arbitro: | Di Benedetto (Novi Ligure) |

|             |           |  |
| Grenchi 80’ | Marcatori |  |

| Arbitro: | Quarà (Nichelino) |

|             |           |  |
| M. Kone 15’ | Marcatori |  |

| Arbitro: | Vezzano (Catania) |

|  |           |                                                            |
|  | Marcatori | 10’ Vernocchi 22’ Rocco 27’ M. Kone 29’ C. Kone 74’ Staffa |

### Coppa Italia Serie D

#### Primo turno
| Arbitro: | Pasculli (Como) |

|                                                |                      |                                                   |
| Disabato Ferrario Goffi Cappai Mapelli Premoli | Tiri di rigore 6 – 5 | Romano Benedetti Banfi Vernocchi Arpino Cosentino |

## Statistiche
Statistiche aggiornate al 7 maggio 2023

### Statistiche di squadra
| Competizione         | Punti | In casa | In casa | In casa | In casa | In casa | In casa | In trasferta | In trasferta | In trasferta | In trasferta | In trasferta | In trasferta | Totale | Totale | Totale | Totale | Totale | Totale | DR  |
| Competizione         | Punti | G       | V       | N       | P       | Gf      | Gs      | G            | V            | N            | P            | Gf           | Gs           | G      | V      | N      | P      | Gf     | Gs     | DR  |
| -------------------- | ----- | ------- | ------- | ------- | ------- | ------- | ------- | ------------ | ------------ | ------------ | ------------ | ------------ | ------------ | ------ | ------ | ------ | ------ | ------ | ------ | --- |
| Serie D              | 60    | 19      | 11      | 3       | 5       | 26      | 13      | 19           | 6            | 6            | 7            | 27           | 22           | 38     | 17     | 9      | 12     | 53     | 35     | +18 |
| Coppa Italia Serie D | -     | 0       | 0       | 0       | 0       | 0       | 0       | 1            | 0            | 0            | 1            | 0            | 0            | 1      | 0      | 0      | 1      | 0      | 0      | 0   |
| Totale               | -     | 19      | 11      | 3       | 5       | 26      | 13      | 20           | 6            | 6            | 8            | 27           | 22           | 39     | 17     | 9      | 13     | 53     | 35     | +18 |

### Andamento in campionato
| Giornata  | 1  | 2  | 3  | 4  | 5  | 6  | 7  | 8  | 9  | 10 | 11 | 12 | 13 | 14 | 15 | 16 | 17 | 18 | 19 | 20 | 21 | 22 | 23 | 24 | 25 | 26 | 27 | 28 | 29 | 30 | 31 | 32 | 33 | 34 | 35 | 36 | 37 | 38 |
| --------- | -- | -- | -- | -- | -- | -- | -- | -- | -- | -- | -- | -- | -- | -- | -- | -- | -- | -- | -- | -- | -- | -- | -- | -- | -- | -- | -- | -- | -- | -- | -- | -- | -- | -- | -- | -- | -- | -- |
| Luogo     | T  | C  | C  | T  | C  | T  | C  | T  | C  | T  | C  | T  | C  | T  | C  | T  | C  | T  | C  | C  | T  | T  | C  | T  | C  | T  | C  | T  | C  | T  | C  | T  | C  | T  | C  | T  | C  | T  |
| Risultato | P  | P  | P  | V  | V  | P  | N  | N  | V  | P  | V  | V  | N  | P  | N  | V  | V  | N  | P  | V  | N  | P  | P  | P  | V  | N  | V  | V  | V  | N  | P  | V  | V  | N  | V  | P  | V  | V  |
| Posizione | 14 | 18 | 19 | 16 | 11 | 15 | 16 | 14 | 11 | 13 | 12 | 7  | 7  | 9  | 12 | 7  | 7  | 7  | 8  | 8  | 8  | 10 | 11 | 11 | 10 | 10 | 8  | 8  | 8  | 8  | 8  | 7  | 7  | 7  | 6  | 6  | 6  | 6  |

Fonte:  A.C. Legnano - Statistiche, su tuttocampo.it.
Legenda:

Luogo: C = Casa; T = Trasferta. Risultato: V = Vittoria; N = Pareggio; P = Sconfitta.

### Statistiche dei giocatori
Sono in corsivo i calciatori che hanno lasciato la società a stagione in corso.
| Giocatore        | Serie D  | Serie D | Serie D     | Serie D    | Coppa Italia Serie D | Coppa Italia Serie D | Coppa Italia Serie D | Coppa Italia Serie D | Totale   | Totale | Totale      | Totale     |
| Giocatore        | Presenze | Reti    | Ammonizioni | Espulsioni | Presenze             | Reti                 | Ammonizioni          | Espulsioni           | Presenze | Reti   | Ammonizioni | Espulsioni |
| ---------------- | -------- | ------- | ----------- | ---------- | -------------------- | -------------------- | -------------------- | -------------------- | -------- | ------ | ----------- | ---------- |
| L. Aprile        | 2        | 0       | 0           | 0          | 0                    | 0                    | 0                    | 0                    | 2        | 0      | 0           | 0          |
| M. Azzimonti     | 0        | 0       | 0           | 0          | 0                    | 0                    | 0                    | 0                    | 0        | 0      | 0           | 0          |
| A. Arpino        | 35       | 7       | 5           | 1          | 1                    | 0                    | 0                    | 0                    | 36       | 7      | 5           | 1          |
| R. Bagdonavicius | 2        | 0       | 0           | 0          | 0                    | 0                    | 0                    | 0                    | 2        | 0      | 0           | 0          |
| A. Bamba         | 5        | 0       | 0           | 0          | 0                    | 0                    | 0                    | 0                    | 5        | 0      | 0           | 0          |
| S. Banfi         | 35       | 6       | 2           | 0          | 1                    | 0                    | 0                    | 0                    | 36       | 6      | 2           | 0          |
| A. Barbui        | 7        | 0       | 0           | 0          | 1                    | 0                    | 0                    | 0                    | 8        | 0      | 0           | 0          |
| M. Baroni        | 0        | 0       | 0           | 0          | 0                    | 0                    | 0                    | 0                    | 0        | 0      | 0           | 0          |
| A. Basso Serati  | 1        | 0       | 0           | 0          | 0                    | 0                    | 0                    | 0                    | 1        | 0      | 0           | 0          |
| A. Benedetti     | 5        | 0       | 1           | 0          | 1                    | 0                    | 0                    | 0                    | 6        | 0      | 1           | 0          |
| G. Bianchi       | 1        | 0       | 0           | 0          | 0                    | 0                    | 0                    | 0                    | 1        | 0      | 0           | 0          |
| F. Calabrò       | 10       | 0       | 1           | 0          | 0                    | 0                    | 0                    | 0                    | 10       | 0      | 1           | 0          |
| E. Çani          | 14       | 1       | 1           | 0          | 0                    | 0                    | 0                    | 0                    | 14       | 1      | 1           | 0          |
| B. Catania       | 2        | 0       | 0           | 0          | 0                    | 0                    | 0                    | 0                    | 2        | 0      | 0           | 0          |
| M. Cirenei       | 1        | 0       | 0           | 0          | 0                    | 0                    | 0                    | 0                    | 1        | 0      | 0           | 0          |
| J. Colombo       | 4        | 0       | 0           | 0          | 0                    | 0                    | 0                    | 0                    | 4        | 0      | 0           | 0          |
| R. Coratella     | 1        | 0       | 0           | 0          | 0                    | 0                    | 0                    | 0                    | 1        | 0      | 0           | 0          |
| M. Cosentino     | 13       | 0       | 3           | 0          | 1                    | 0                    | 0                    | 0                    | 14       | 0      | 3           | 0          |
| A. Donnarumma    | 35       | 1       | 7           | 0          | 0                    | 0                    | 0                    | 0                    | 35       | 1      | 7           | 0          |
| P. Favilla       | 0        | 0       | 0           | 0          | 0                    | 0                    | 0                    | 0                    | 0        | 0      | 0           | 0          |
| L. Felici        | 7        | 0       | 0           | 0          | 0                    | 0                    | 0                    | 0                    | 7        | 0      | 0           | 0          |
| R. Forte         | 11       | 3       | 2           | 0          | 0                    | 0                    | 0                    | 0                    | 11       | 3      | 2           | 0          |
| M. Galli         | 8        | 0       | 0           | 0          | 0                    | 0                    | 0                    | 0                    | 8        | 0      | 0           | 0          |
| C. Giani         | 0        | 0       | 0           | 0          | 0                    | 0                    | 0                    | 0                    | 0        | 0      | 0           | 0          |
| F. Grisorio      | 1        | 0       | 0           | 0          | 0                    | 0                    | 0                    | 0                    | 1        | 0      | 0           | 0          |
| D. Hasanaj       | 0        | 0       | 0           | 0          | 0                    | 0                    | 0                    | 0                    | 0        | 0      | 0           | 0          |
| C. Kone          | 35       | 2       | 4           | 0          | 1                    | 0                    | 0                    | 0                    | 36       | 2      | 4           | 0          |
| M. Kone          | 32       | 8       | 1           | 1          | 1                    | 0                    | 0                    | 0                    | 33       | 8      | 1           | 1          |
| D. Larosa        | 0        | 0       | 0           | 0          | 0                    | 0                    | 0                    | 0                    | 0        | 0      | 0           | 0          |
| T. Losio         | 25       | 0       | 3           | 0          | 1                    | 0                    | 0                    | 0                    | 26       | 0      | 3           | 0          |
| F. Mapelli       | 21       | 0       | 3           | 0          | 0                    | 0                    | 0                    | 0                    | 21       | 0      | 3           | 0          |
| K. Myrtollari    | 14       | 0       | 4           | 0          | 1                    | 0                    | 0                    | 0                    | 15       | 0      | 4           | 0          |
| M. Oliviero      | 1        | 0       | 0           | 0          | 0                    | 0                    | 0                    | 0                    | 1        | 0      | 0           | 0          |
| V. Pagani        | 31       | 2       | 5           | 0          | 0                    | 0                    | 0                    | 0                    | 31       | 2      | 5           | 0          |
| R. Pallavicini   | 1        | 0       | 0           | 0          | 0                    | 0                    | 0                    | 0                    | 1        | 0      | 0           | 0          |
| G. Ravarelli     | 34       | 0       | 1           | 0          | 1                    | 0                    | 0                    | 0                    | 35       | 0      | 1           | 0          |
| D. Rocco         | 35       | 4       | 5           | 0          | 1                    | 0                    | 0                    | 0                    | 36       | 4      | 5           | 0          |
| G. Romano        | 15       | 6       | 0           | 0          | 1                    | 0                    | 0                    | 0                    | 16       | 6      | 0           | 0          |
| M. Silvestre     | 24       | 0       | 3           | 1          | 0                    | 0                    | 0                    | 0                    | 24       | 0      | 3           | 1          |
| G. Staffa        | 22       | 4       | 1           | 0          | 0                    | 0                    | 0                    | 0                    | 22       | 4      | 1           | 0          |
| D. Talarico      | 21       | 0       | 1           | 0          | 0                    | 0                    | 0                    | 0                    | 21       | 0      | 1           | 0          |
| A. Vernocchi     | 34       | 5       | 8           | 0          | 1                    | 0                    | 0                    | 0                    | 35       | 5      | 8           | 0          |
| T. Wenner        | 0        | 0       | 0           | 0          | 0                    | 0                    | 0                    | 0                    | 0        | 0      | 0           | 0          |
| B. Zeroli        | 25       | 2       | 7           | 0          | 0                    | 0                    | 0                    | 0                    | 25       | 2      | 7           | 0          |